# Urugwaj na letnich igrzyskach olimpijskich

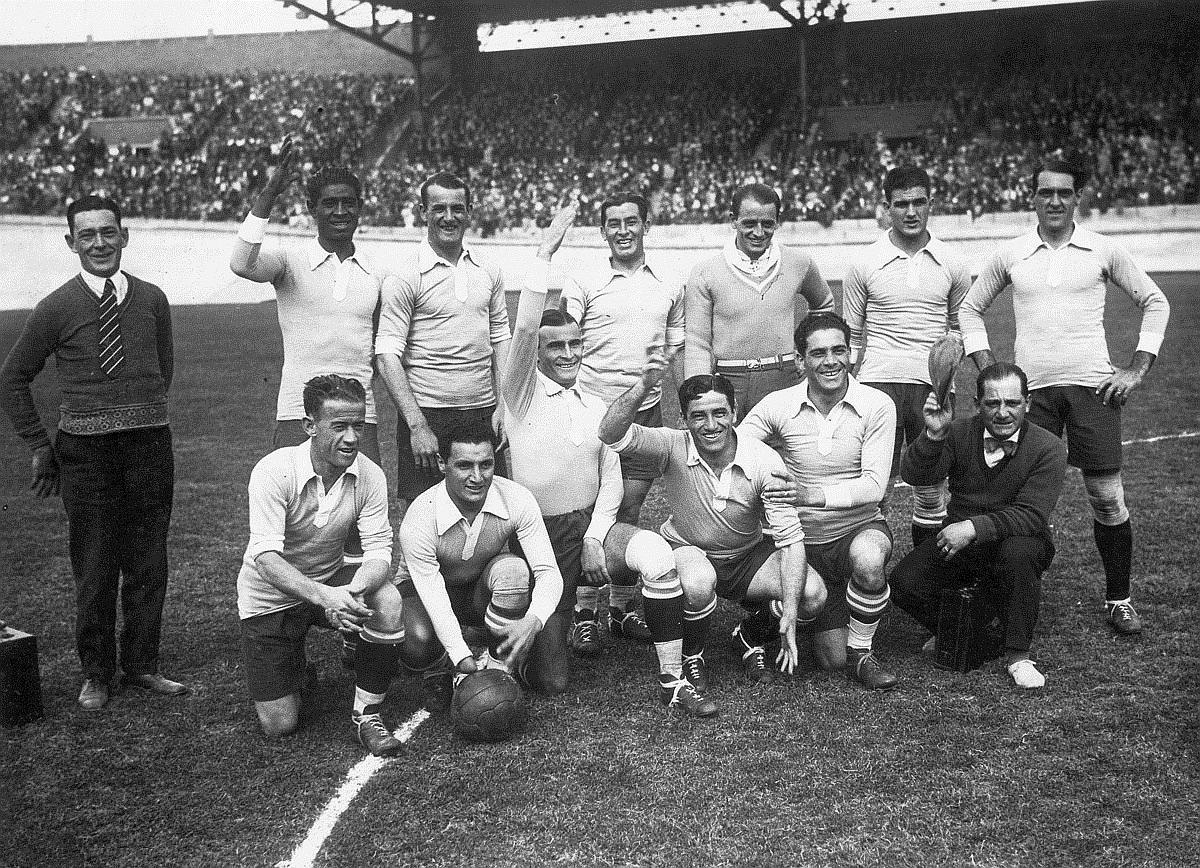
Reprezentacja Urugwaju w piłce nożnej na letnich igrzyskach olimpijskich w 1928 roku.

Urugwaj po raz pierwszy wziął udział w letnich igrzyskach olimpijskich w 1924 roku. Od tego czasu reprezentanci Urugwaju startowali we wszystkich igrzyskach, z wyjątkiem IO 1980, zdobywając 10 medali.
Jako pierwsza na olimpijskim podium stanęła 9 czerwca 1924 roku reprezentacja Urugwaju w piłce nożnej, która zwyciężyła w tamtym turnieju. Najwięcej – 2 brązowe medale – wywalczył dla Urugwaju wioślarz Juan Rodríguez (1948-1952), a także kilku członków reprezentacji Urugwaju w koszykówce (1952 – 1956).

## Medale dla Urugwaju na letnich igrzyskach olimpijskich

### Medale według igrzysk
| IO      | złoto | srebro | brąz | Razem |
| ------- | ----- | ------ | ---- | ----- |
| IO 1924 | 1     | 0      | 0    | 1     |
| IO 1928 | 1     | 0      | 0    | 1     |
| IO 1932 | 0     | 0      | 1    | 1     |
| IO 1936 | 0     | 0      | 0    | 0     |
| IO 1948 | 0     | 1      | 1    | 2     |
| IO 1952 | 0     | 0      | 2    | 2     |
| IO 1956 | 0     | 0      | 1    | 1     |
| IO 1960 | 0     | 0      | 0    | 0     |
| IO 1964 | 0     | 0      | 1    | 1     |
| IO 1968 | 0     | 0      | 0    | 0     |
| IO 1972 | 0     | 0      | 0    | 0     |
| IO 1976 | 0     | 0      | 0    | 0     |
| IO 1984 | 0     | 0      | 0    | 0     |
| IO 1992 | 0     | 0      | 0    | 0     |
| IO 1996 | 0     | 0      | 0    | 0     |
| IO 2000 | 0     | 1      | 0    | 1     |
| IO 2004 | 0     | 0      | 0    | 0     |
| IO 2008 | 0     | 0      | 0    | 0     |
| IO 2012 | 0     | 0      | 0    | 0     |
| IO 2016 | 0     | 0      | 0    | 0     |
| IO 2020 | 0     | 0      | 0    | 0     |

### Medale według dyscyplin sportowych
| Dyscyplina sportowa | złoto | srebro | brąz | Razem |
| ------------------- | ----- | ------ | ---- | ----- |
| Piłka nożna         | 2     | 0      | 0    | 2     |
| Wioślarstwo         | 0     | 1      | 3    | 4     |
| Kolarstwo           | 0     | 1      | 0    | 1     |
| Koszykówka          | 0     | 0      | 2    | 2     |
| Boks                | 0     | 0      | 1    | 1     |